# Božena Forštnarič Boroje
Božena Forštnarič Boroje (ur. 1973 w Murskiej Sobocie) – słoweńska prawniczka, urzędniczka i dyplomatka, od 12 września 2018 ambasadorka Słowenii w Polsce.

## Życiorys
Ukończyła studia na Wydziale Prawa Uniwersytetu Lublańskiego (1999, dyplom magistra w 2010).
Pracowała w Ministerstwie Pracy, Rodziny i Spraw Socjalnych (1999–2002) oraz w Kancelarii Premiera (2003–2004). Karierę w Ministerstwie Spraw Zagranicznych rozpoczęła w 2004, gdzie pełniła funkcje m.in. dyrektorki Departamentu Prawa Międzynarodowego (2015), zastępczyni ambasadora w Ambasadzie w Ankarze (2012–2015) i w Ambasadzie w Canberze (2005–2009), dyrektorki Departamentu Praw Człowieka (2016–2018). W 2018 rozpoczęła pracę w Ambasadzie Słowenii w Warszawie jako ambasadorka. Listy uwierzytelniające złożyła 12 września 2018. 
Jest mężatką i ma jedną córkę. Zna języki: słoweński, angielski, niemiecki, serbsko-chorwacki.